# Joseph Schooling
Joseph Isaac Schooling (Singapore, 16 giugno 1995) è un ex nuotatore singaporiano, campione olimpico dei 100 metri farfalla ai Giochi olimpici di Rio 2016.

## Carriera

### Esordi e Giochi di Londra (2012)
Nato e cresciuto a Singapore, nel 2009 Schooling si trasferì negli Stati Uniti d'America, in modo da proseguire la sua carriera nel nuoto. Nel 2011, ai Giochi del Sud-est asiatico, Schooling ottenne il tempo limite per la partecipazione ai 100 e 200 metri delfino ai Giochi di Londra del 2012; fu particolarmente significativo il suo tempo sulla distanza dei 200 metri, 1'56"86, sotto il tempo limite della tabella "A" per la qualificazione ai Giochi olimpici. 
A Londra, tuttavia, Schooling non ottenne risultati rilevanti. Inserito in ultima batteria nei 200 delfino in virtù del suo tempo di iscrizione, nuotò in 1'59"18, risultando ventiseiesimo e quindi escluso dalle semifinali. Nella distanza più breve il nuotatore di Singapore vinse la sua batteria con un tempo di 53"63, che gli valse il trentacinquesimo posto finale. 

### Affermazione internazionale (Kazan 2015, Rio 2016)
Nel 2014 Schooling prese parte ai Giochi asiatici, disputati a Incheon. Conquistò medaglie in tutte e tre le gare a delfino, vincendo i 100 metri, giungendo secondo nei 50 e terzo nei 200. 
Ai campionati mondiali di nuoto 2015 Schooling conquistò il terzo posto nei 100 metri delfino con un tempo di 50"96, facendo segnare il record asiatico sulla distanza e risultando il primo atleta di Singapore a vincere una medaglia ai mondiali di nuoto. Nella stessa occasione il nuotatore singaporiano batté anche il record asiatico sui 50 delfino, facendo segnare 23"25 nella finale, chiusa al settimo posto.
Ai Giochi olimpici di Rio 2016 Schooling si impose nei 100 metri farfalla con il tempo di 50"39, precedendo Michael Phelps, Chad le Clos e László Cseh, arrivati secondi a pari merito col tempo di 51"14. Con questa vittoria, Schooling conquistò il primo oro olimpico nella storia di Singapore e la prima medaglia olimpica nel nuoto nella storia della Nazione. Con questa prestazione Schooling batté anche il record olimpico di 50"58 nei 100 metri farfalla, stabilito proprio da Phelps a Pechino 2008.

## Palmarès
- Giochi olimpici

Rio de Janeiro 2016: oro nei 100m farfalla.
- Mondiali

Kazan 2015: bronzo nei 100m farfalla.
Budapest 2017: bronzo nei 100m farfalla.
- Giochi asiatici

Incheon 2014: oro nei 100m farfalla, argento nei 50m farfalla e bronzo nei 200m farfalla.
Giacarta 2018: oro nei 50m farfalla e nei 100m farfalla, bronzo nella 4x100m sl e nella 4x200m sl.
- Giochi del Commonwealth

Glasgow 2014: argento nei 100m farfalla.